# Matías Abaldo
Matías Ezequiel Abaldo Menyou (ur. 3 kwietnia 2004 w Montevideo) – urugwajski piłkarz pochodzenia niemieckiego występujący na pozycji skrzydłowego lub cofniętego napastnika, od 2025 roku zawodnik Defensoru Sporting.